# École César-Franck
Pour les articles homonymes, voir César Franck et Franck.
L’École César-Franck est une ancienne école de musique fondée à Paris en janvier 1935 par Guy de Lioncourt, Louis de Serres, Pierre de Bréville et Marcel Labey. Elle est issue d’une séparation d’avec la Schola Cantorum à la suite d'un désaccord au sujet du testament artistique de Vincent d'Indy.

## Histoire
Voici comment Joseph Canteloube, dans son livre Vincent d’Indy, rapporte cet incident : 
« Dans son testament artistique, d’Indy avait désigné les directeurs qu’il souhaitait voir, après sa mort, à la tête de la Schola. Exauçant le vœu du maître, le conseil d’administration les nomma. Mais pour des raisons, sans intérêt à exposer ici, des actions de la Schola furent peu à peu rachetées en sous-main afin de former une majorité pour renverser le conseil d’administration. Cela se fit le 8 décembre 1931. Le nouveau conseil révoqua les directeurs qu’avait désignés d’Indy. Ce que voyant le conseil artistique (Gabriel Pierné, Paul Dukas, Guy Ropartz, Albert Roussel, et Pierre de Bréville) donna sa démission. Sur les 54 professeurs, 49 démissionnèrent aussi et, 220 élèves sur 250 firent de même. Les élèves de Vincent d’Indy, dépossédés de la Schola, fondèrent l’École César-Franck qui ouvrit ses portes le 7 janvier 1935 sous la direction de Louis de Serres, assisté de Guy de Lioncourt et de Marcel Labey. »
En fait, l’École César-Franck ouvre ses portes le 2 janvier 1935, tout d’abord chez M. de Froberville, au no 240 du boulevard Raspail. Elle s’installe ensuite, dès le 9 mars, au no 16 du boulevard Edgar-Quinet ; en 1941, au no 3 de la rue Jules-Chaplain, dans le VIe arrondissement de Paris, à quelques pas de la rue Stanislas où la première Schola a débuté ; et enfin au no 8 de la rue Gît-le-Cœur à partir de 1968. L’établissement a fermé ses portes à la fin des années 1980, après le départ de Charles Brown, son dernier directeur.

## Rôle
Guy de Lioncourt joue un rôle capital dans la fondation de l’École César-Franck dont il est sous-directeur, puis directeur en 1942, tout en conservant la classe de composition. Il forme une multitude d’élèves renommés dans ses classes de contrepoint (1914–1931) et de composition (1932–1934) à la Schola Cantorum, ou encore dans celles de composition (1935–1955) et de déclamation lyrique (1942–1954) à l’École César-Franck. Mme de Lioncourt et Mme Denise Noë ont été également des personnalités-clés de l'école César-Franck.
Cette école a formé un grand nombre de musiciens de qualité, parmi lesquels Charles Brown, René Benedetti, Jean Pagot, Jeanne Joulain, Éliane Lejeune-Bonnier, Antoinette Labye, Michel Chapuis, Denise Chapuis, Élisabeth Havard de la Montagne, Joachim Havard de la Montagne, André Isoir, Paule Piédelièvre, Noëlie Pierront, Charles Pineau, l'abbé Pierre Kaelin, le chanoine Louis Aubeux, Roger Calmel, Arlette Mayer-Pize, Denise Miatkowski, Hsu Tsang-Houei, etc.

## Liste des directeurs
- 1935–1942 : Louis de Serres
- 1943–1955 : Marcel Labey et Guy de Lioncourt
- 1955–1961 : René Alix
- 1961–1971 : Olivier Alain
- 1971–1985 (environ) : Charles Brown